# Supera (canção)
"Supera" é uma canção do cantor e compositor brasileiro Hugo Del Vecchio, lançada como single em junho de 2018.
A música foi gravada com produção de Marcelo Rodriguez, que tinha trabalhado com vários artistas sertanejos, entre eles a dupla Rayssa & Ravel (no álbum Feliz Demais, 2017).
A versão original teve um desempenho modesto, sendo mais conhecida a versão de Marília Mendonça para o EP Todos os Cantos, em 2019.

## Versão de Marília Mendonça
"Supera" é uma canção da cantora e compositora Marília Mendonça, lançada no EP Todos os Cantos Vol. 3 em 2019.

## Composição
Assim como todas as canções do projeto Todos os Cantos, "Supera" não é uma música autoral. Também não é uma canção inédita, por ter sido gravada por seu compositor original, Hugo Del Vecchio. No entanto, Marília gostou tanto da música original que decidiu trazer para o álbum. No entanto, a cantora mudou um dos versos, que dizia "você é forte, mulher, supera" para "de mulher pra mulher, supera".
Na época de lançamento de "Supera", os jornalistas Braulio Lorentz e Rodrigo Ortega elogiaram a mudança feita por Marília nos versos da música de Del Vecchio:

A versão original parecia um "mansplaining da sofrência" - uma explicação masculina condescendente a uma mulher sofrendo por amor. Ainda por cima, dava um sinal de que ele apenas queria ficar com a moça em questão. Já a versão da Marília é pura empatia feminina, e isso faz toda diferença: um feminejo ressignificado nota 10.

## Gravação
A canção foi gravada ao vivo em 8 de maio de 2019, no Largo São Sebastião, em Manaus, capital de Amazonas. Marília já tinha gravado o álbum Realidade (2017) na metrópole. A apresentação, segundo a cantora, foi um dos maiores públicos do projeto. A Polícia Militar estimou 13 mil pessoas na gravação.

## Lançamento e recepção
"Supera" foi lançada em agosto de 2019 como parte do EP Todos os Cantos Vol. 3. Apesar de não ter sido lançada como single, encabeçou o registro de três faixas e se tornou imediatamente um dos maiores sucessos da carreira da cantora. A versão em vídeo da canção alcançou mais de 100 milhões de visualizações em cerca de três meses.

## Prêmios e indicações
A canção foi premiada na categoria Hino de Karaoke em Casa no MTV Millennial Awards Brasil em 2020.

## Certificações e vendas
| Região                                                        | Certificação | Unidades/vendas |
| ------------------------------------------------------------- | ------------ | --------------- |
| Brasil (PMB)                                                  | 8× Diamante  | - 2.400.000‡    |
| ‡vendas+valores de streaming baseados somente na certificação |              |                 |